# Archer (САУ, Швеция)
Арчер (англ. Archer — лучник) — шведская 155-мм многоцелевая самоходная артиллерийская установка FH77 BW L52 «Archer».
Отличительной особенностью системы является полная автоматизация процесса заряжания и как следствие повышенный темп стрельбы, включая режим MRCI, и сокращение расчёта до 3—4 человек.

## Описание
Полностью автоматизированная самоходная 155-мм гаубица. Заряжание, укладка и стрельба производятся из бронированной кабины. При дальности стрельбы более 50 км, обеспечивает эффективную огневую поддержку.

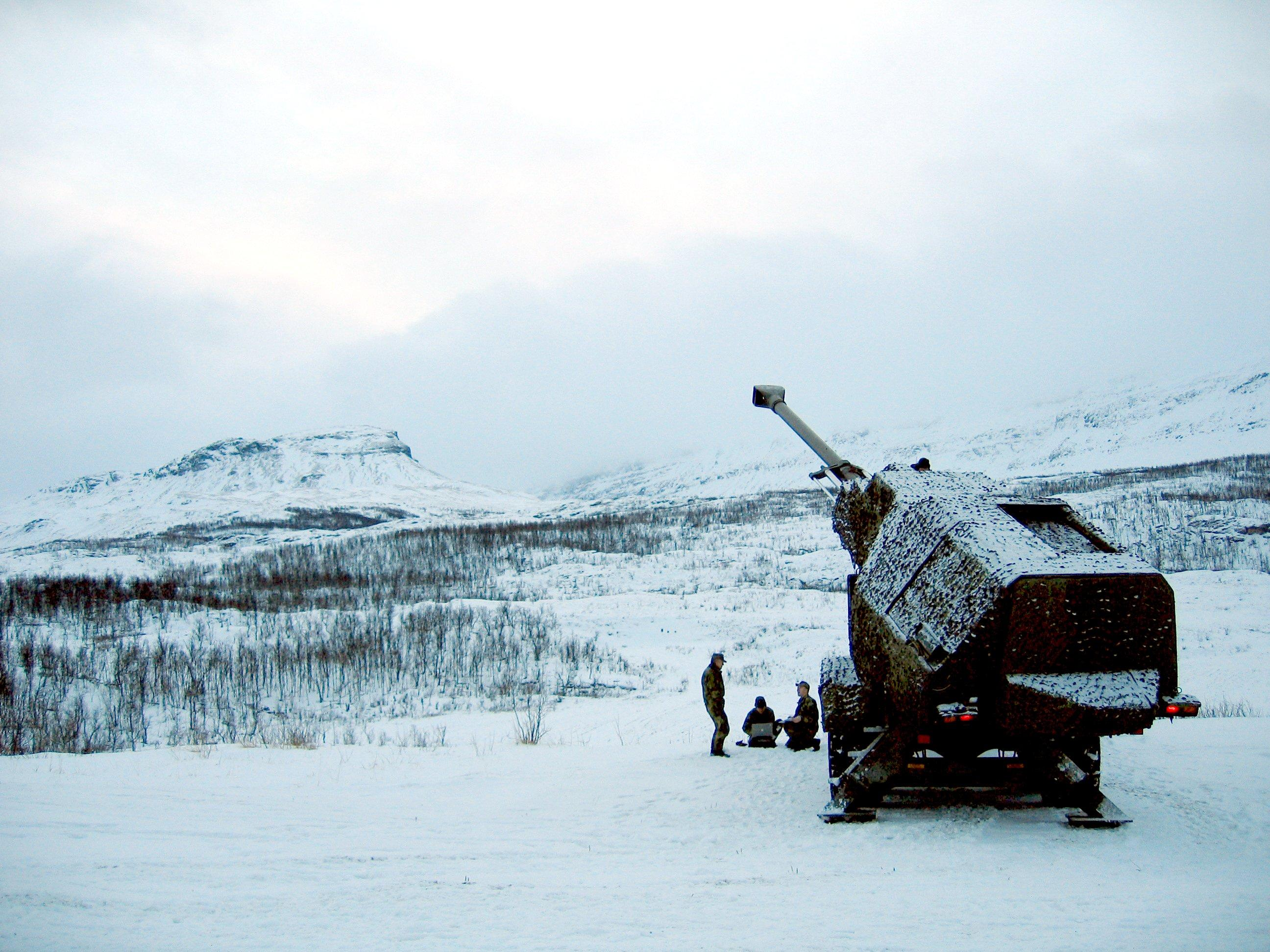
САУ «Арчер» в боевом положении

Для приведения в боевое положения и из боевого в походное требуется менее 30 секунд.
Скоростью движения по пересеченной местности до 70 км/ч. Дальность стрельбы — до 40 км обычными 155-мм боеприпасами и до 60 км высокоточными управляемыми боеприпасами, включая «Экскалибур».  В автоматическом режиме полный боезапас в 21 выстрел может быть выпущен за 2,5 минуты.
Операторы управляют системой из бронированной кабины, имеющей рабочие места для четырех человек, при этом для работы системы достаточно одного оператора. Стандартный экипаж Арчера состоит из командира, оператора орудия и водителя. Снаряжённая САУ может перевозиться самолётами типа C17 «Глоубмастер» и А400М «Атлас».

### Система управления огнём
Система управления огнём включает:
- Бортовой баллистический вычислитель, который обеспечивает автономную работу
- Бортовая автоматизированная система управления боеприпасами
- Автоматическая установка электронного взрывателя
- Открытые архитектурные интерфейсы для системы управления полем боя (Battlefield Management System)
- Полностью оцифрованные огневые задачи сводят к минимуму риск человеческих ошибок и сокращают время реагирования.
- Простая интеграция радиоприёмников для передачи голоса и данных
- Инерциальная навигация с поддержкой GPS обеспечивает навигацию и применение высокоточных боеприпасов

Система управления обеспечивает многократное одновременное поражение цели (MRSI).

### Бронирование
Бронирование противопульное, противоосколочное и противоминное.

## Тактико-технические характеристики
- Масса: 30 т (33 т[2])
- Длина: 14,1 м (13,1 м[2])
- Высота: 3,3—4,0 м (3,4—4 м[2])
- Ширина: 3,0 м
- Колёсная формула: 6 × 6 (8 × 8)[2][3]
- Максимальная скорость: 70 км/ч (90км/ч[2])
- Запас хода: 500 км
- Экипаж: 3 человека[2]
- Время развертывания: менее 30 секунд
- Время свёртывания: менее 30 секунд
- Вооружение:
  - Калибр: 155 мм
  - Длина ствола: 52 калибров
  - Скорострельность: 8 выстрелов в минуту
- Дальность стрельбы[2][3]:
  - ОФС: 30 км
  - АРС HEER: 40 км
  - СПБЭ BONUS: 35 км
  - Excalibur: в брошюре 50 км[2], на сайте 60 км[3]
- Дистанционно управляемый 40 мм гранатомет, или 12,7 мм пулемет (опционально)

## Оценка проекта

### Сравнение с аналогичными САУ на колёсном шасси
|                                                                                        | G6-52 ER | Zuzana 2                          | CAESAR                                                       | Archer                                                  | ATMOS 2000                                                   | Нора Б-52                                                                    |
| -------------------------------------------------------------------------------------- | --- | --------------------------------- | ------------------------------------------------------------ | ------------------------------------------------------- | ------------------------------------------------------------ | ---------------------------------------------------------------------------- |
| Внешний вид                                                                            | |                                   |                                                              |                                                         |                                                              |                                                                              |
| Год принятия на вооружение                                                             | н/д | н/д                               | 2008                                                         | 2011                                                    | 2004                                                         | 2006                                                                         |
| Шасси                                                                                  | 6 × 6 | 8 × 8                             | 6 × 6 (8 × 8)                                                | 6 × 6 (8 × 8)                                           | 6 × 6                                                        | 8 × 8                                                                        |
| Боевая масса, т                                                                        | 49,0 | 32,0                              | 17,7                                                         | 30,0 (33,0)                                             | 22,0                                                         | 28,0                                                                         |
| Экипаж                                                                                 | 3-5 | 4                                 | 3-5                                                          | 3-4                                                     | 4-6                                                          | 3-5                                                                          |
| Бронирование                                                                           | Сварной корпус и башня, стальная катаная противопульная, противоосколочная, лоб от 20мм пушки. Двойное днище, противоминная защита от подрыва 6кг. | противопульная, противоосколочная | STANAG 4569 Level 2                                          | противопульная, противоосколочная кабина, противоминное | бронированная кабина                                         | STANAG 4569 Level 2 (лоб и корма), 1 (борты), 2A и 2B (противоминная защита) |
| Автомат заряжания                                                                      | да | да                                | полуавтоматический (автоматическая подача снарядов с грунта) | да (в необитаемой башне)                                | полуавтоматический (автоматическая подача снарядов с грунта) | да                                                                           |
| Максимальная скорострельность, выстр./мин                                              | 8 | 6                                 | 8                                                            | 7                                                       | 5                                                            | 12                                                                           |
| Максимальная скорострельность в режиме «Шквал огня»                                    | н/д | н/д                               | 3 выстрела по 6 сек.                                         | 3 выстрела по 6,7 сек. (практическая по 8,7 сек.)       | н/д                                                          | 3 выстрела по 6,7 сек.                                                       |
| Режим «Огневой шквал»(MRSI)                                                            | 5-6 снарядами на 25 км | да                                | н/д                                                          | до 6                                                    | н/д                                                          | да                                                                           |
| Время развертывания/ Время свертывания, сек.                                           | 30 н/д | <40 32-43 (для Dana-M2 в Украине) | 60 40                                                        | 14(23 до выстрела) 24                                   | н/д н/д                                                      | 90 н/д                                                                       |
| Калибр пушки, мм                                                                       | 155 | 155                               | 155                                                          | 155                                                     | 155                                                          | 155                                                                          |
| Длина ствола, калибров                                                                 | 52 | 52                                | 52                                                           | 52                                                      | 52                                                           | 52                                                                           |
| Боекомплект орудия, выстрелов                                                          | 48 | 40                                | 18 (30)                                                      | 40                                                      | 27                                                           | 48                                                                           |
| Максимальная дальность стрельбы, км ОФС: АР ОФС: АР ОФС XM982 Excalibur: АР ОФС V-LAP: | 38 50 н/д 67 | н/д 41 н/д                        | 41 н/д 46-49 54                                              | 30 40 60 н/д                                            | 30 41 н/д                                                    | 41 46,5 н/д 56                                                               |
| Мощность двигателя, л. с.                                                              | 525 | 450                               | 410                                                          | 330(440)                                                | 315                                                          | 410                                                                          |
| Удельная мощность, л. с./т                                                             | 10,7 | 14                                | 23,2                                                         | 11 (13,3)                                               | 14,3                                                         | 14,6                                                                         |
| Максимальная скорость, км/ч                                                            | 80 | 80                                | 80                                                           | 70 (90)                                                 | 80                                                           | 90                                                                           |
| Запас хода по шоссе, км                                                                | 700 | 600                               | 600                                                          | 500                                                     | 1000                                                         | 1000                                                                         |
| Стоимость, млн. $                                                                      | н/д | н/д                               | ~2,9                                                         | н/д                                                     | ~2                                                           | 1,5                                                                          |

Сноски
1. ↑  версия «Extended Range» с зарядной каморой объёмом 25 литров
2. ↑  Режим «Огневой шквал» (англ. MRSI, multiple rounds simultaneous impact) позволяет атаковать цель несколькими снарядами таким образом, что все они достигают цели одновременно.
3. ↑  V-LAP (Velocity-enhanced Long-Range Artillery Projectile) — активно-реактивный снаряд с улучшенными аэродинамическими характеристиками
4. ↑  версия «Extended Range» с зарядной каморой объёмом 25 литров

## На вооружении
- Великобритания: 14 единиц на вооружении по состоянию на 2024 год[26]. 16 марта 2023 года Правительство Швеции объявило о продаже Великобритании самоходных гаубиц Archer из наличия шведских вооружённых сил.[27] Первая САУ передана 14 сентября 2023 года[28].
- Украина: 8 единиц на вооружении по состоянию на 2024 год[29]. В январе 2023 года Швеция подтвердила, что отправит САУ в качестве военной помощи[30] 16 марта 2023 года Правительство Швеции объявило о заключении соглашения с Великобританией о «стратегическом сотрудничестве в поддержку Украины», в рамках которого Швеция передаст Украине из наличия своих вооружённых сил восемь 155-мм/52 самоходных гаубиц Archer на колёсном шасси[27]. В ноябре 2023 состоялась передача[31].
- Швеция: 26 единиц на вооружении по состоянию на 2024 год[32]

### Потенциальные
- Швейцария: в июне 2022 Швейцария включила Archer в шорт-лист финального раунда конкурса Future Artillery System[33]

### Отменённые заказы
- Норвегия: было запланировано 24 установки. Ни одной не поставлено, закупки отменены (2013)[34][35]
- Хорватия: планировалась замена «Арчерами» устаревших советских САУ 2С1, однако впоследствии вместо этого были закуплены немецкие PzH 2000[36]

### Комментарии
1. ↑  Режим MRSI позволяет атаковать цель несколькими снарядами (от трех до пяти снарядов) таким образом, что все они достигают цели одновременно.